# Partido Popular-Movimiento por una Eslovaquia Democrática
El Partido Popular-Movimiento por una Eslovaquia Democrática (en eslovaco: Ľudová strana-Hnuti za Demockratické Slovenska, ĽS-HZDS) fue un partido político conservador nacional de Eslovaquia. El partido se disolvió después de que no pudo asegurar escaños en el Consejo Nacional en las elecciones de 2012, después de haberlos perdido en las elecciones de 2010. El partido estaba en el gobierno durante 1992 a 1998 (con una breve interrupción en 1994), y de 1991 a 2006 era el partido más grande de toda Eslovaquia.
Fue fundado en 1991, siendo su líder Vladimír Mečiar, que, como primer ministro, dirigió a Eslovaquia durante la disolución de Checoslovaquia. El partido ha sido miembro de gobiernos eslovacos tres veces: dos veces como el principal líder, con Mečiar como primer ministro (1992-4, 1994-8) y desde de 2006 - 2010 como el socio menor bajo el liderazgo de Robert Fico del partido Dirección-Socialdemocracia.
Fundado en oposición a las privatizaciones, la ideología del partido se ha modificado en varias ocasiones, con las únicas constantes el liderazgo de Mečiar y un populismo que se alineaba con otros partidos en Eslovaquia y en el extranjero. Para superar su reputación anterior como un "paria", el partido ha promocionado su apoyo a la integración europea. Fue miembro del integracionista Partido Demócrata Europeo, a pesar de que no compartía la ideología liberal de esa organización.

## Historia

### Revolución de Terciopelo
El partido fue creado como una facción nacionalista eslovaca del movimiento Público Contra la Violencia (VPN), del que se separó en un congreso extraordinario del VPN, el 27 de abril de 1991. Su nombre inicial Movimiento por una Eslovaquia Democrática (HZDS), que fue dirigido por Vladimír Mečiar, quien había sido depuesto como primer ministro eslovaco un mes antes, y compuesto en su mayoría por miembros del gabinete del VPN. El HZDS afirmaba representar el interés nacional de Eslovaquia, y exigió una confederación de Checoslovaquia más descentralizada. El 7 de mayo de 1992, el HZDS votó a favor de una declaración de independencia, pero esto fue derrotado 73-57.
En la primera elección democrática del país, durante los días 5-6 de junio, el HZDS obtuvo una victoria abrumadora, con 74 de 150 escaños en el Consejo Nacional: dos menos de la mayoría absoluta. Mečiar fue nombrado primer ministro el 24 de junio. Considerando que el HZDS quería una confederación, las elecciones checas en el mismo día fueron ganadas por el Partido Democrático Cívico, que prefería una federación con más fuerza. Reconociendo que estas 2 posiciones eran irreconciliables, el Consejo Nacional votó a favor de la Declaración de Independencia de Eslovaquia por 113 votos contra 24 y Mečiar concluyó las negociaciones formales sobre la disolución de Checoslovaquia.

### Como el partido dominante
El partido adoptó una posición de izquierda populista desde el punto de vista económico, y trató de suavizar los acelerados procesos de privatización y liberalización postsoviética.
En las primeras elecciones después de la independencia, a finales de 1994, el HZDS retuvo su posición dominante, ganando 58 escaños (el Partido Campesino Eslovaco ganó otros 3 en su lista).

### Declinación a oposición
Originalmente designándose como un partido de centro-izquierda, el partido se movió hacia la derecha tradicional y, en marzo de 2000 cambió su nombre por el "Partido Popular - Movimiento por una Eslovaquia Democrática" (LS-HZDS) para tratar de lograr su adhesión al Partido Popular Europeo (PPE). Sin embargo, persistieron recuerdos de su ex anti-europeísmo, retórica en conflicto y la ya presencia de tres partes eslovacos en el PPE, impidieron su inscripción. El LS-HZDS luego miró al Euro-integracionista Partido Demócrata Europeo, que se adhirió en 2009.
Durante el desarrollo para las elecciones de 2002, se vio a Mečiar excluir un número de miembros destacados de la lista de candidatos del partido. Varios de los miembros excluidos, dirigidos por Ivan Gašparovič, se separaron del partido y fundaron un movimiento de nombre similar llamado Movimiento para la Democracia (HZD). El nuevo partido obtuvo el 3,3% de los votos, comiéndose de manera significativa la posición de la LS-HZDS, y contribuir a que ganaran sólo 36 escaños. Para el año 2006, más divisiones y escisiones lo habían reducido a sólo 21 parlamentarios.

### Regreso al gobierno
En las elecciones parlamentarias del 17 de junio de 2006, el partido ganó 8.8% del voto popular y 15 de los 150 escaños y cayendo al quinto puesto después de permanecer por 14 años como el partido más votado. Regresaron al gobierno estableciendo una alianza con el partido Dirección-Socialdemocracia de Robert Fico quien asignó a algunos miembros puestos como el Ministerio de Agricultura y viceministerio de Justicia. 
Sin embargo, en las elecciones de 2010 el partido perdió todos sus escaños, debido a la pérdida de popularidad del mismo que se vio reducido a la mitad de sus votos obtenidos en la elección anterior y por debajo del umbral del 5% necesario para entrar al parlamento.
Debido a otro gran fracaso en las elecciones de 2012 donde obtuvo menos del 1% de los votos, así como el abandono de muchos militantes, el partido oficializó su disolución en 2014.

## Evolución electoral en el Consejo Nacional
| Fecha | Votos          | %     | Diputados | +/-              | Estatus                       |
| ----- | -------------- | ----- | --------- | ---------------- | ----------------------------- |
| 1992  | 1.148.625 (#1) | 37,26 | 74/150    |                  | Coalición con SNS (1992-1994) |
| 1992  | 1.148.625 (#1) | 37,26 | 74/150    | Oposición (1994) |                               |
| 1994  | 1.005.488 (#1) | 34,97 | 61/150    | 13               | Coalición con SNS y ZRS       |
| 1998  | 907.103 (#1)   | 27,00 | 43/150    | 18               | Oposición                     |
| 2002  | 560.691 (#1)   | 19,50 | 36/150    | 7                | Oposición                     |
| 2006  | 202.540 (#5)   | 8,79  | 15/150    | 21               | Coalición con SMER-SD y SNS   |
| 2010  | 109.480 (#7)   | 4,33  | 0/150     | 15               | Extraparlamentario            |
| 2012  | 23.772 (#13)   | 0,93  | 0/150     |                  | Extraparlamentario            |